# Coccophagus nympha
Coccophagus nympha är en stekelart som först beskrevs av Girault 1915.  Coccophagus nympha ingår i släktet Coccophagus och familjen växtlussteklar. Inga underarter finns listade i Catalogue of Life.